# Rydzyna
Rydzyna (niem. Reisen) – miasto w woj. wielkopolskim, w powiecie leszczyńskim, siedziba gminy miejsko-wiejskiej Rydzyna. Położone na Wysoczyźnie Leszczyńskiej, około 8 km od Leszna, przy drodze Poznań-Wrocław, nad Kopanicą. W latach 1975–1998 miasto administracyjnie należało do woj. leszczyńskiego.
Według danych z 31 marca 2011 miasto liczyło 2653 mieszkańców.
Rydzyna uzyskała lokację miejską przed 1407 rokiem.

## Historia
Pierwsze historyczne wzmianki o miejscowości pochodzą z 1403, identyfikując Jana z Czerniny herbu Wierzbno, starostę wschowskiego i kościańskiego, kasztelana międzyrzeckiego jako fundatora i właściciela miasta, a także pierwszego zamku. Lokacja miała miejsce w pierwszym dziesięcioleciu XV wieku, miasto otrzymało prawa magdeburskie w 1551, które zostały potwierdzone została w 1578 i 1665. O statusie miasta świadczy fakt, że w 1458 na wyprawę malborską Rydzyna wystawiła z własnych funduszy czterech piechurów. Od początku XVI wieku w mieście mieściła się królewska komora celna, według zapisów z 1510 uprawiano dziesięć łanów miejskich, do końca XVI wieku miasto pozostawało w rękach bezpośrednich potomków Jana, którzy przyjęli nazwisko Rydzyńscy. Później współwłaścicielami byli Gajewscy herbu Ostoja i Ciświccy. W 1563 księgi podatkowe odnotowują działalność 56 rzemieślników i 17 komorników. Z działających w mieście cechów najstarszy należał do kuśnierze, jego istnienie potwierdzono w 1562. Inne cechy reprezentowały krawców (potwierdzony w 1625), płócienników (potwierdzony w 1676), rzeźników (potwierdzony w 1689) i piekarzy (potwierdzony w 1764). Na początku XVIII wieku działała szkoła katolicka i przytułek dla ubogich. W drugiej połowie XVII wieku rozwinęło się w mieście piwowarstwo, działała słodownia i dwa browary. Po wojnie trzydziestoletniej do Rydzyny napłynęło wielu uchodźców ze Śląska oraz Żydzi, którzy otrzymali w 1775 osobny przywilej.
Pod koniec XVII wieku Rydzynę wraz z okolicznymi majątkami wykupili Leszczyńscy herbu Wieniawa – biskup łucki Bogusław i wojewoda łęczycki Rafał, obaj współwłaściciele pobliskiego Leszna. Zamek w Rydzynie był początkowo tylko letnią rezydencją Leszczyńskich, ale po pożarze ich siedziby w Lesznie 1656 stał się główną siedzibą rodu.
Podczas wojny północnej miasto było wielokrotnie plądrowane i podpalane, w 1710 zamek w Rydzynie okupowany był przez wojska saskie. Pomiędzy 1714 a 1718 prowadzono tu rokowania pomiędzy stronnikami Stanisława Leszczyńskiego a Sasami. August II Mocny podczas pobytu w Rydzynie przyjmował posłów tatarskich (1714), tureckich i rosyjskich (1718). Ostatni właściciel Rydzyny z rodu Leszczyńskich, Stanisław Leszczyński opuszczając ostatecznie Polskę w 1736 sprzedał swoje posiadłości ministrowi i protegowanemu Augusta II Mocnego, hrabiemu Aleksandrowi Józefowi Sułkowskiemu herbu Sulima, który objął Rydzynę w posiadanie w roku 1738.

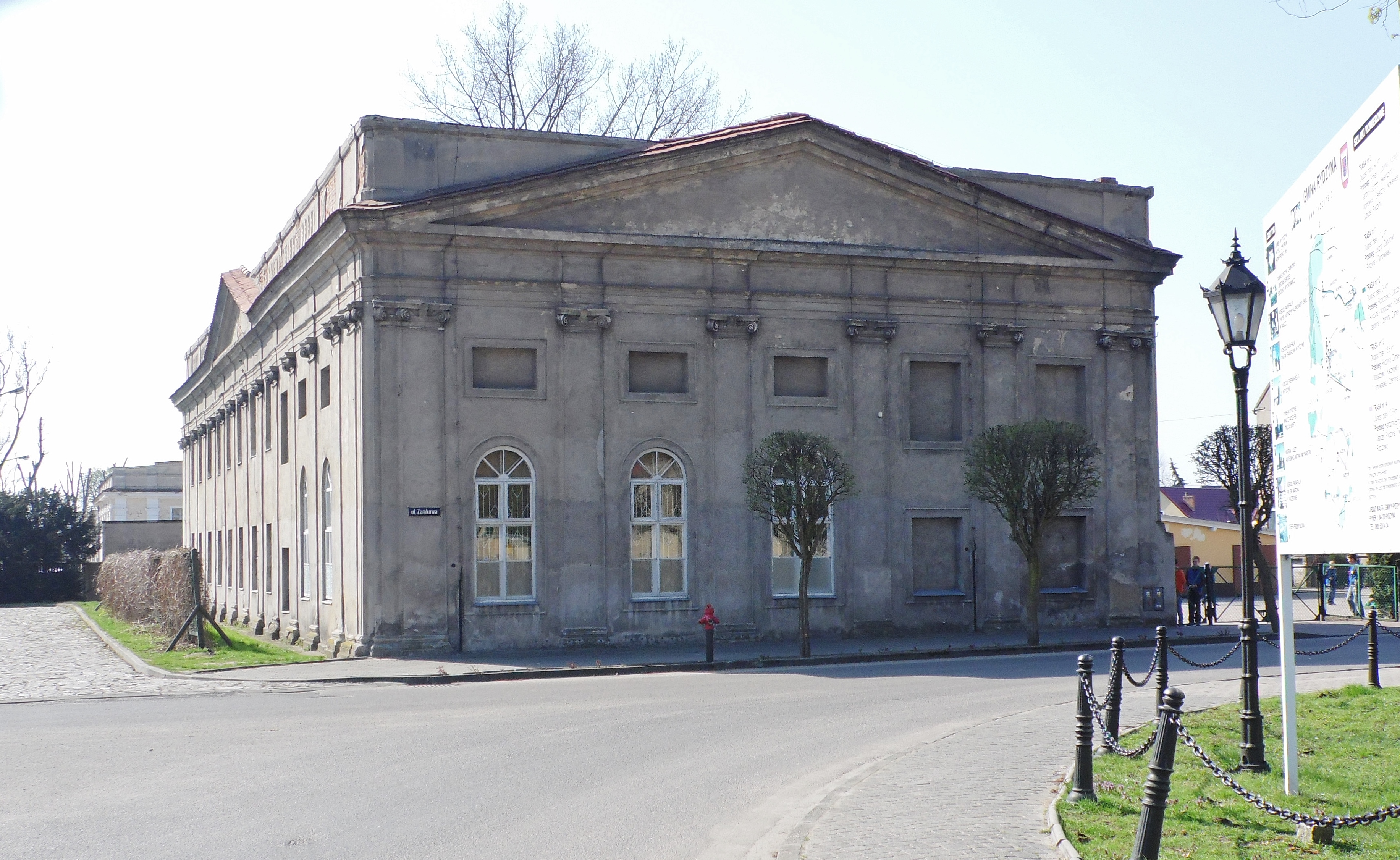
Konwikt pijarów (obecnie szkoła) z 1777 r.

Z inicjatywy kolejnego właściciela, syna Aleksandra Józefa, księcia Augusta Sułkowskiego, wojewody wielkopolskiego w 1783 powołana zostaje ordynacja rydzyńska. W 1793 miasto dostało się pod panowanie pruskie, liczyło wówczas 191 domostw (189 drewnianych i 2 murowane) zamieszkałych przez 1593 mieszczan. Ulice były w przeważającej części brukowane, a ludność trudniła się rzemiosłem i rolnictwem. Spis ludności wymieniał dwudziestu szewców, szesnastu rzeźników, dwunastu płócienników, jedenastu piekarzy i sześciu sukienników. Browary warzyły 2100 pięćdziesięciogarncowych beczek piwa, pracowały dwadzieścia cztery wiatraki, garbarnia i olejarnia. W Rydzynie urodził się i wychowywał się adiutant Napoleona Bonaparte Józef Sułkowski, który zginął w 1798 w Kairze. W 1800 liczba mieszkańców liczyła 1469, a następnie podczas Księstwa Warszawskiego spadła w 1808 do 1246 i w 1810 do 1195. Do 1815 Rydzyna znajdowała się w powiecie wschowskim, a następnie weszła w skład Księstwa Poznańskiego. W XIX wieku mieszkańcy utrzymywali się z płóciennictwa (40 krosien), szewstwa, młynarstwa i rolnictwa. Około 1820 zlikwidowana została słynna szkoła pijarów, osiemnaście lat później miasto otrzymało nową ordynację. 27 października 1856 uruchomiono połączenie kolejowe Leszno-Wrocław (Linia kolejowa nr 271), jednak przebieg linii i stacja kolejowa znajdują się ok. 3 km na zachód od miasta we wsi Kłoda. Po śmierci ostatniego z Sułkowskich, szóstego ordynata, księcia Antoniego Sułkowskiego, zgodnie ze statutem ordynacji, majątek przejął (1909) rząd pruski z przeznaczeniem na cele oświatowe.
Na mocy traktatu wersalskiego 17 stycznia 1920 Rydzyna znalazła się znowu w granicach odrodzonej Polski. W latach 1927–1939 w zamku funkcjonowało Gimnazjum i Liceum im. Sułkowskich prowadzone przez Fundację Sułkowskich, a miasto liczące wówczas ok. 1800 mieszkańców pełniło funkcję ośrodka handlu i rzemiosła oraz usługowej obsługi rolnictwa. 4 września 1939 wojska hitlerowskie wkroczyły do miasta po zaciętych walkach.
W czasie okupacji ludność polska uległa wysiedleniom do Generalnego Gubernatorstwa oraz prześladowaniom. W 1942 w Dachau zmarł aresztowany w 1940 proboszcz rydzyński Aleksander Sterczewski (ur. 1901). Zamek został przejęty na internat dla organizacji hitlerowskiej młodzieży Hitlerjugend. W 1941 na terenie Rydzyny i sąsiedniej Kłody powstał obóz jeniecki dla Żydów i lotników alianckich, więźniowie w nieludzkich warunkach zajmowali się pracami melioracyjnymi, rolniczymi i leśnymi. Dziełem ich rąk jest wyprostowanie przebiegu Kopanicy oraz prace irygacyjne w dolinie tej rzeki. Największą tragedią była egzekucja ok. 210 Polaków, dokonana przez Gestapo w miejscowym lesie Dąbcze, w kwietniu 1944. Podobnie tragicznym wydarzeniem było rozstrzelanie 28 stycznia 1945 grupy 8 młodych Polaków, w odwecie za wywieszenie przez nich polskiej flagi, parę godzin przed wejściem wojsk radzieckich w końcu stycznia 1945.

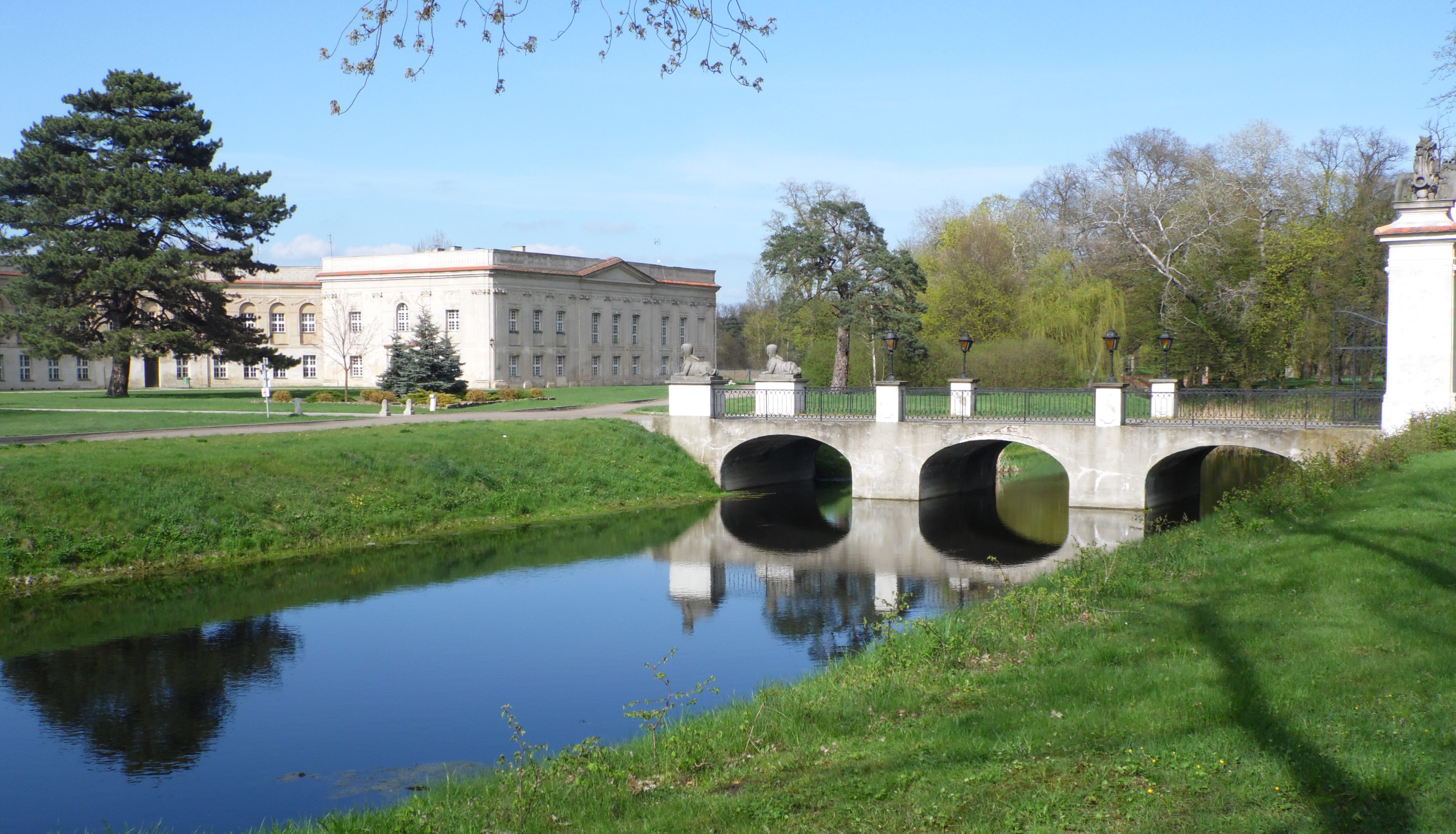
Zespół zamkowy z XVII-XVIII, XX w.

Wojska 3 Armii 1 Frontu Białoruskiego wkroczyły do Rydzyny 29 stycznia 1945, dzień później traktując zamek za siedzibę Hitlerjugend podpaliły go i nie pozwoliły miejscowej ludności podejmować działań gaśniczych. Teren oficyn zamkowych i zabudowy gospodarczej był zajęty przez Armię Czerwoną do czerwca 1946. W maju 1945 powrócił do Rydzyny Leon Preibisz, który podjął nieudaną próbę wskrzeszenia Kuratorium Fundacji Sułkowskich, zmarł w 1951 po odebraniu Fundacji całości majątku. Pierwszym burmistrzem po II wojnie światowej był Jan Myszkin, przed 1939 pełnił na zamku funkcję głównego elektryka. Swoją funkcję piastował do 1950. Z Rydzyny po wojnie wysiedlono ludność pochodzenia niemieckiego i protestantów, liczba mieszkańców sukcesywnie malała. Aby uniknąć utraty praw miejskich po 1950 przyłączono do miasta Kłodę, którą w 1973 wyłączono jako oddzielne sołectwo. W latach 1960–1966 wybudowano w mieście pierwsze bloki mieszkalne. Działała mleczarnia, filia zakładów cukierniczych Goplana produkująca chałwę. Ruiny zamku w 1960 zinwentaryzowano, przeprowadzono prace archeologiczne i przekazano SIMP, które w latach 1975–1989 odbudowało go z przeznaczeniem na centrum szkoleniowo-konferencyjne i hotel. W mieście na bazie dawnej olejarni powstała filia zakładów tłuszczowych, na początku lat 70. uruchomiono przetwórnię owoców i warzyw wraz z paczkarnią i zamrażalnią. W latach 1970–1972 wybudowano obwodnicę, która w rejonie ulicy Tadeusza Kościuszki przebiegła przez część terenu starego cmentarza ewangelickiego. W latach 1974–1975 Rydzyna otrzymała tytuł Mistrza Gospodarności, wybudowano ujęcie wody i oczyszczalnię ścieków, a w 1980 rozpoczęto budowę osiedla domów jednorodzinnych na Młyńskiej Górze. W 1983 odrestaurowano wiatrak „Józef” i umieszczono w nim izbę pamięci młynarstwa i piekarnictwa. Po 1990 upadła mleczarnia i zakłady olejarskie, chłodnia została sprywatyzowana, zainicjowano powstanie Rydzyńskiej Strefy Przemysłowej. W 2013 zakończono napełnianie zbiornika wodnego Rydzyna o powierzchni 41,7 ha, znajdującego się na granicy miasta i wsi Dąbcze. Jednym z największych pracodawców jest firma Agro Rydzyna, której wyroby mięsne sprzedaje sieć Dino.

## Demografia

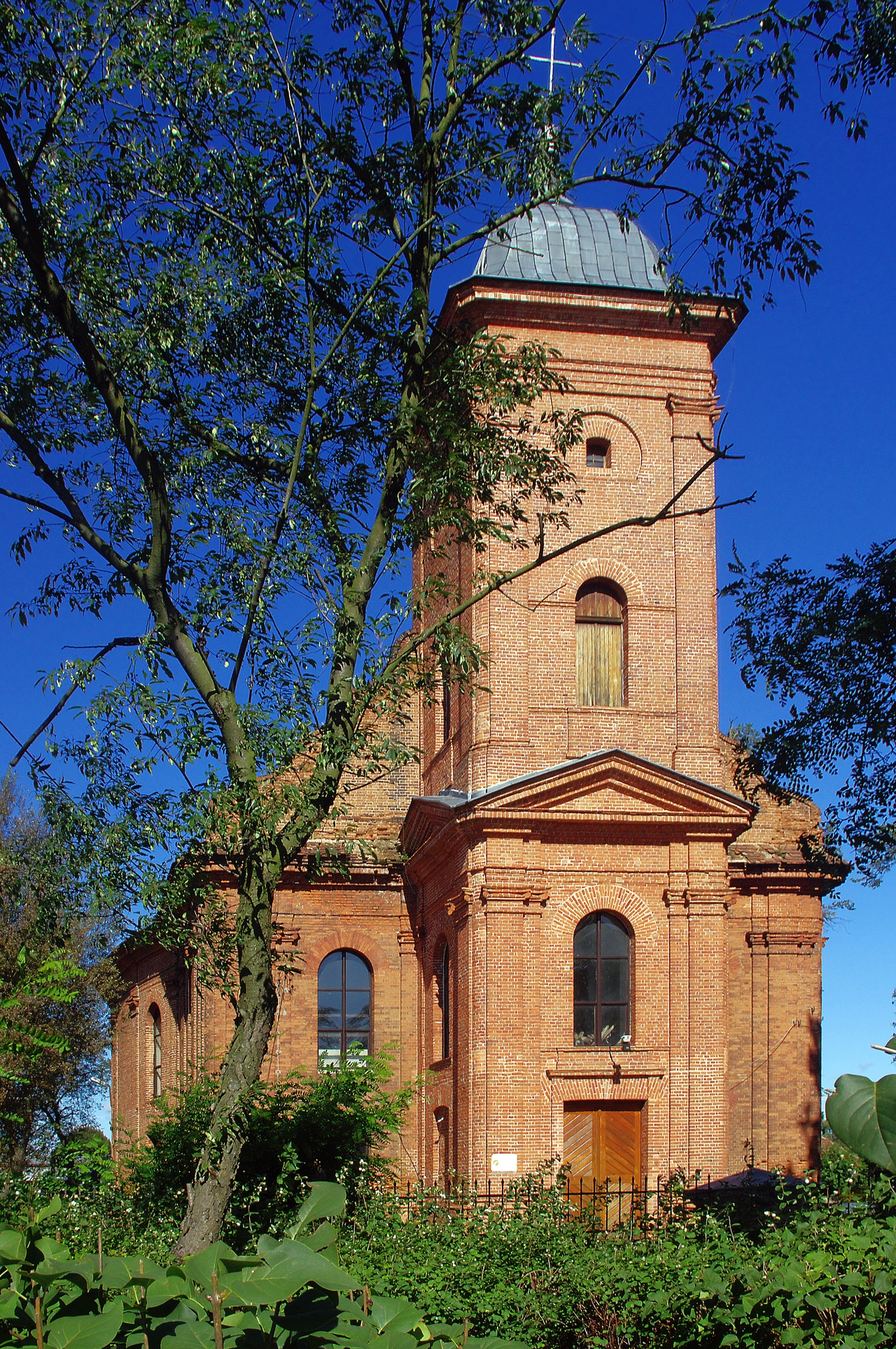
Dawny kościół ewangelicki w Rydzynie, obecnie sala koncertowa

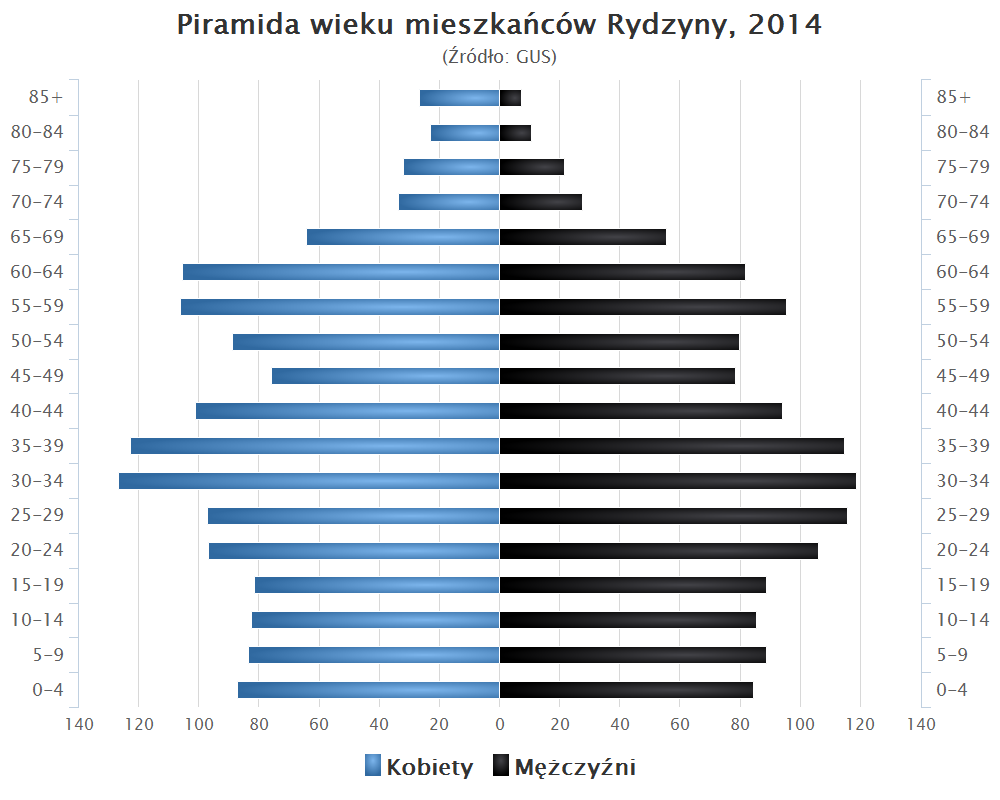
Piramida wieku mieszkańców Rydzyny w 2014 roku

## Pomniki przyrody
- Dąb szypułkowy na pl. Zamkowym (wpis do rej. z 04.07.2014)
- Park przyzamkowy wokół zamku, pl.Zamkowy (wpis j.w.)
- Platan klonolistny na pl. Zamkowym (wpis j.w.)
- Sosna czarna na pl. Zamkowym (wpis j.w.)[8]

## Zabytki

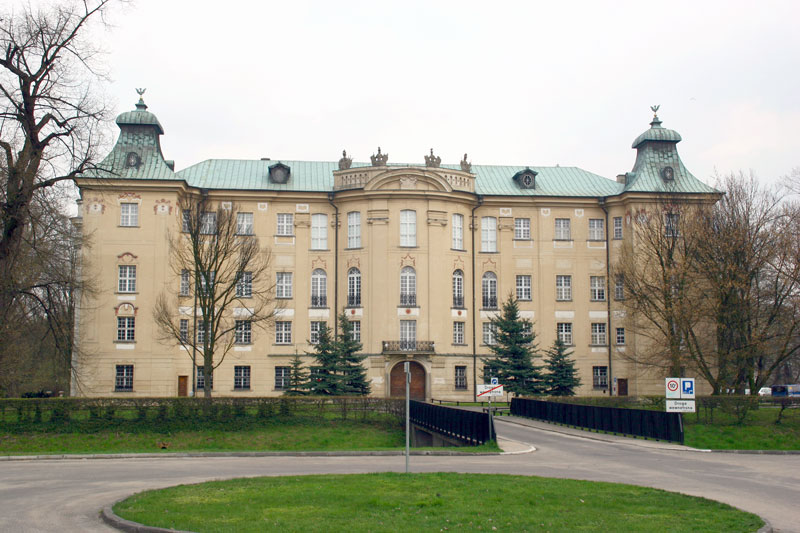
Zamek w Rydzynie

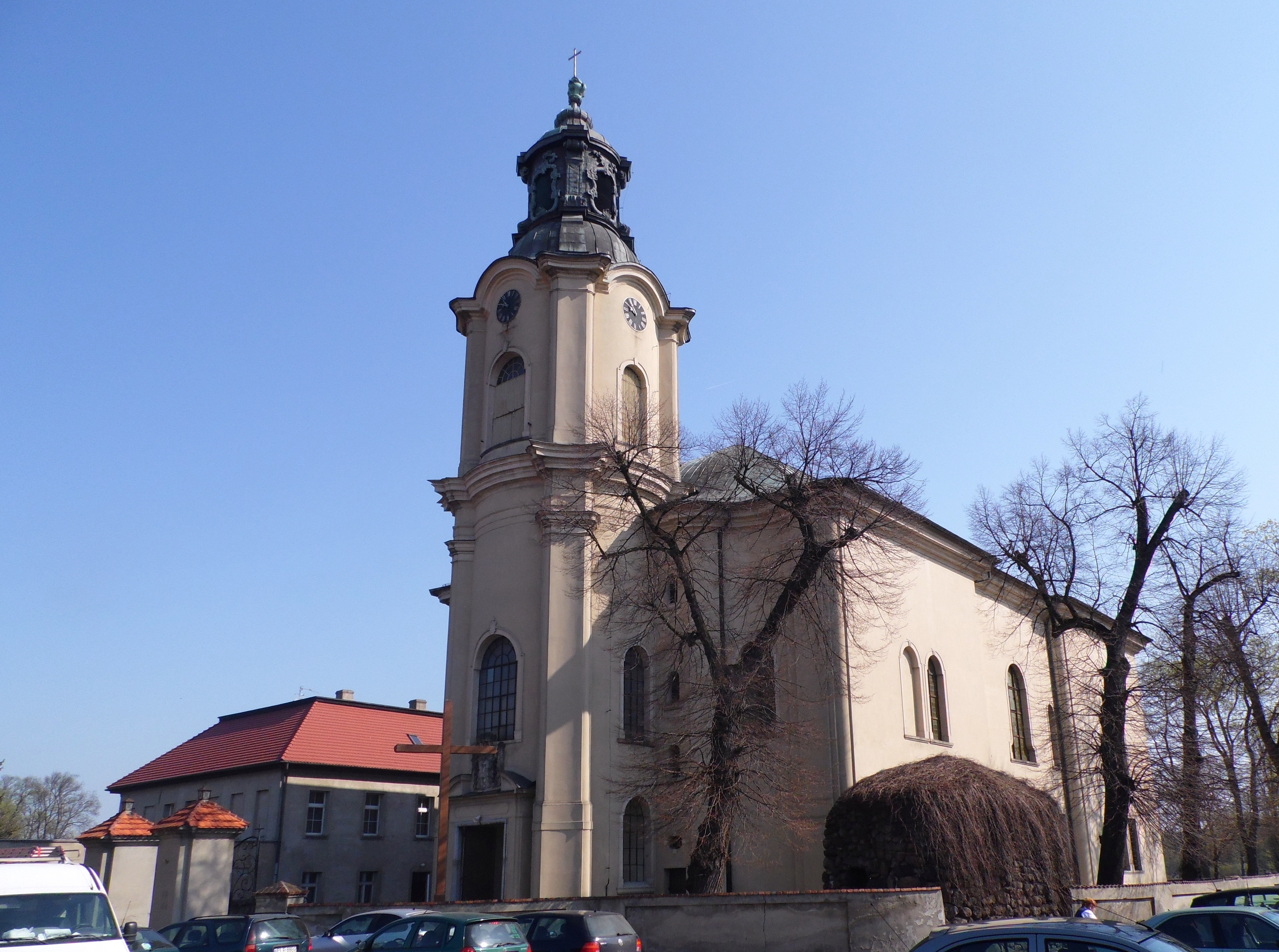
Kościół św. Stanisława

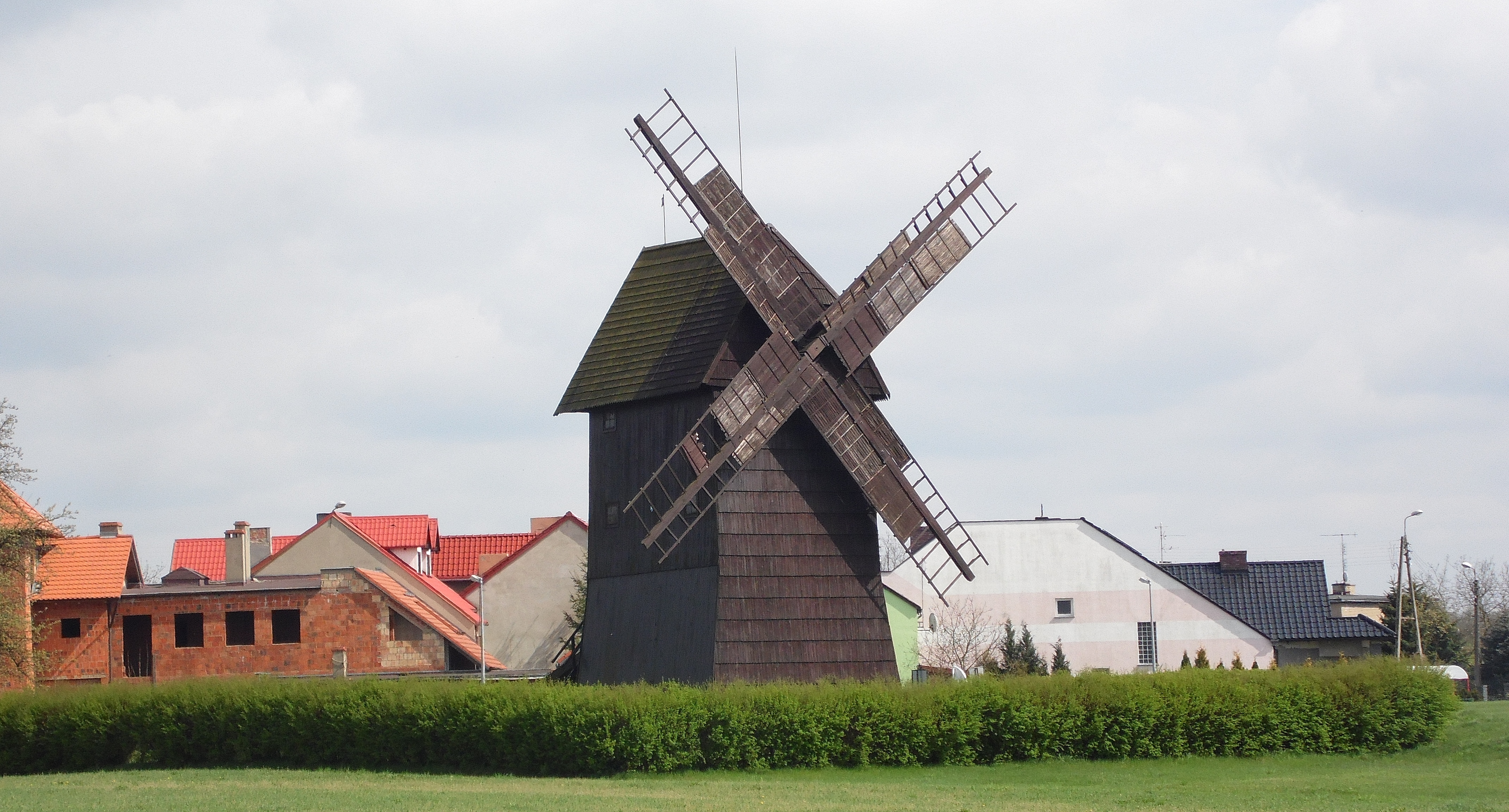
Wiatrak koźlak w Rydzynie

- „Rydzyna – założenie rezydencjonalno-urbanistyczne” – wpisane do rejestru Pomników historii NID 15 marca 2017[9].

Rezydencja rydzyńska wraz z otoczeniem urbanistycznym wyróżnia się wartościami historycznymi, urbanistyczno-architektonicznymi i naukowymi. Jest jednym z najwybitniejszych i najlepiej zachowanych zespołów urbanistycznych tego typu w Polsce. Tworzy kompozycję przestrzenną kilku powiązanych ze sobą budowli ukształtowanych w XVII i XVIII wieku, kiedy to miasto było ośrodkiem w którym działały i przyjeżdżały tu postacie znane i zasłużone dla historii i kultury polskiej.
- Zamek w Rydzynie – barokowa rezydencja Leszczyńskich wzniesiona w latach 1682–1695 na miejscu zamku z XV w. (Józef Szymon Bellotti), przebudowana w latach 1742–1745 dla Sułkowskich wg projektu Karola Marcina Frantza oraz w latach 1785–1790 w stylu klasycystycznym wg projektu Ignacego Graffa z udziałem Dominika Merliniego. W okresie międzywojennym siedziba eksperymentalnego Gimnazjum im. Sułkowskich. Spalony w styczniu 1945 r. Odbudowany w latach 1970–1989 staraniem Stowarzyszenia Inżynierów i Techników Mechaników Polskich.
- Układ miasta – zrealizowany w latach 1738–1762 według projektu K. M. Frantza. Oparty na promienisto-osiowym układzie ulic wychodzących z rynku. Jedna z osi (ul. Zamkowa) łączy zamek z rynkiem.
- Rynek (i jego okolice) zabudowany barokowymi i neobarokowymi kamienicami szczytowymi i kalenicowymi, wśród nich, na zachodniej pierzei, ratusz z 1752 z drewnianą wieżą.
- Wotywna kolumna św. Trójcy – rokokowa rzeźba wykonana przez Andrzeja Schmidta w latach 1760–1761, upamiętniająca epidemię dżumy, która dotknęła Rydzynę w 1709.
- Późnobarokowy kościół św. Stanisława zbudowany w latach 1746–1751 według projektu K.M. Frantza, fundacja Aleksandra Józefa Sułkowskiego. Obecny wystrój klasycystyczny wnętrza, wykonany przez I. Graffa, pochodzi z lat 1785–1786. Ołtarz główny z połowy XVIII wieku poświęcony jest Trójcy Świętej. W jego mensie relikwie św. Jukundusa, dar papieża Piusa VI dla księcia Augusta Sułkowskiego. Za ołtarzem wykonana z marmuru płyta nagrobna założyciela miasta, Jana z Czerniny Rydzyńskiego datowana na 1422. Wyposażenie wnętrza barokowe, między innymi rzeźby dłuta Krystiana Grünwalda z 1748. Organy rokokowe z połowy XVIII wieku.
- Dawny kościół ewangelicki (pierwotnie pw. św. Jakuba), zbudowany w latach 1779–1783 według projektu I. Graffa. Późnobarokowy, nieotynkowany. Zamykający perspektywę południkowej osi miasta. Wyremontowany w 1996 i zaadaptowany na salę koncertową.
- Drewniany wiatrak typu koźlak, zbudowany w drugiej połowie XVIII wieku, wyremontowany w 2003. W sierpniu 2004 roku, decyzją ministra kultury, wiatrak „Józef” otrzymał status Muzeum Rolnictwa i Młynarstwa w Rydzynie, jedynego takiego muzeum w Polsce.

## Instytucje oświatowe działające w Rydzynie
- Publiczne Przedszkole w Rydzynie
- Szkoła Podstawowa im. 17 Pułku Ułanów Wielkopolskich
- Gimnazjum im. Sułkowskich, założone w 1999
- Specjalny Ośrodek Szkolno-Wychowawczy im. Franciszka Ratajczaka